# Arctic Bay
Arctic Bay  (engelsk: Arctic Bay, fransk: Arctic Bay, inuktitut: Ikpiarjuk ᐃᒃᐱᐊᕐᔪᒃ, "lommen") er en kommune på det nordlige Baffin Island under Region Qikiqtaaluk, Nunavut, Canada, med 823 indbyggere (2011). Arctic Bay er beliggende i Eastern Time Zone, selvom denne ligger ganske tæt på en tidszonegrænse. Det dominerende sprog er inuktitut og engelsk. Ved Folketællingen i 2011 var befolkningen steget med 19,3% fra Folketællingen i 2006. Arctic Bay er fødestedet for den senere premierminister i Nunavut, Eva Aariak.

## Historie
Området har været beboet i næsten 5.000 år af Inuit-nomader, som migrede fra vest. I 1872 ankom et europæisk hvalfangst skib,"The Arctic", med kaptajn Willie Adams ombord. Dette skib gav området sit engelske navn.
Det inuktitutiske navn for Arctic Bay er Ikpiarjuk, som betyder "lommen" på dansk. Dette navn beskriver de høje fjelde, som omgiver bugten. Mod sydøst ligger et flad top, der er navngivet George V Mountain efter George 5. af Storbritannien. En kirke blev flyttet fra den nærliggende bygd Nanisivik i april 2007.

## Infrastruktur
Der er flere skemalagte flyafgange fra Arctic Bay Airport, der ligger 6,1 km sydøst for Arctic Bay by. Lufthavnen åbnede i 2010 efter lukningen af Nanisivik Airport. I øjeblikket er der flere flyafgange til lufthavnen med First Air fra Resolute og hovedstaden Iqaluit. Før åbningen af lufthavnen landede små fly på hovedgaden i byen, mens de større fly anvendte lufthavnen i Nanisivik.